# Prochilodus mariae
Prochilodus mariae är en fiskart som beskrevs av Eigenmann 1922. Prochilodus mariae ingår i släktet Prochilodus och familjen Prochilodontidae. Inga underarter finns listade i Catalogue of Life.